# Бошам, Майкл
Майкл Бошам (англ. Michael Beauchamp; род. 8 марта 1981, Сидней) — австралийский футболист французского происхождения. Выступал за сборную Австралии.

## Клубная карьера
Бошам вырос в Уэйкли, юго-западном пригороде Сиднея. Учился в спортивной школе Уэстфилдс. Начал профессиональную карьеру в сиднейском клубе «Маркони Стэллионс». Тогда эта команда играла в высшем дивизионе австралийского футбола — Национальной футбольной лиге. В своём первом сезоне (2000/01) он лишь однажды вышел на поле. А уже во втором сезоне Бошам стал игроком основного состава, выйдя на поле в 24 матчах. Перед началом сезона 2002/03 он перешёл из «Маркони Стэллионс» в «Парраматта Пауэр».
Там он успешно закрепился в составе, став ключевым игроком обороны и проведя за два сезона 57 матчей. Вышел он на поле и в финале Национальной футбольной лиги сезона 2003/04, где «Парраматта», занявшая второе место в регулярном турнире, играла против чемпиона прошлого (2002/03) сезона и победителя регулярного турнира 2003/04 — «Перт Глори», уступив ему на своём стадионе 0:1 (победный гол забил форвард пертского клуба Ник Мрджа). Это был последний матч в истории «Парраматты» и последний сезон Национальной футбольной лиги Австралии (National Soccer League, NSL). По окончании сезона 2003/04 как лига, так и клуб «Парраматта Пауэр» были расформированы. После этого Бошам перешёл в клуб Премьер-лиги Нового Южного Уэльса «Сидней Олимпик», где отыграл один сезон (2004/05).
Затем Бошам стал игроком только что созданного клуба «Сентрал Кост Маринерс», выступал за него во вновь образованном перед тем сезоном высшем австралийском дивизионе, теперь уже называвшегося своим нынешним именем — A-League (А-лига). В том сезоне (2005/06) в регулярном чемпионате команда «Маринерс» заняла третье место, уступив «Аделаиде Юнайтед» и «Сиднею». В плей-офф же «Маринерс» сначала переиграли «Ньюкасл Юнайтед Джетс» (1:0 в гостях и 1:1 дома), затем выбили победителя регулярного сезона — «Аделаиду» на её поле (1:0). А в финале плей-офф (в первом в истории финале новообразованной А-лиги) в Сиднее 5 марта 2006 года «Сентрал Кост Маринерс» уступили со счётом 0:1 клубу «Сидней». Тот матч стал последним для Бошама за «Сентрал Кост Маринерс», за который он провёл в том сезоне (2005/06) 22 игры, будучи одним из ключевых игроков обороны и сыграв важную роль в итоговом успехе клуба. Бошам был признан игроком года в Австралии по версии журнала FourFourTwo, вошёл в сборную А-лиги сезона 2005/06 по версии болельщиков, будучи наиболее популярным кандидатом в неё, также товарищи по команде назвали его лучшим игроком «Сентрал Кост» того сезона.
Покинув по окончании сезона 2005/06 команду «Сентрал Кост Маринерс», Бошам, решивший продолжить карьеру в Европе, вместе с товарищем по «Маринерс» Дином Хеффернаном отправился на просмотр в клуб немецкой Бундеслиги «Нюрнберг», оба игрока подписали с этим клубом однолетние контракты (у Хеффернана в итоге дела не сложились, он ни разу не вышел на поле за «Нюрнберг» и вернулся по окончании сезона в «Сентрал Кост Маринерс»). Бошам впервые вышел на поле в Бундеслиге 4 ноября 2006 года в гостевом матче против берлинской «Герты», который был проигран «Нюрнбергом» со счётом 1:2. Вскоре он стал игроком основного состава. 18 февраля 2007 он забил свой первый гол за «Нюрнберг» (и в карьере вообще) в домашнем матче против «Энерги» из Котбуса, тот мяч в итоге стал победным (счёт 1:0). В том сезоне «Нюрнберг» выиграл Кубок Германии (нем. Deutscher Fußball-Bund-Pokal). В победном для клуба розыгрыше Кубка Бошам вышел на поле лишь однажды — в четвертьфинале против «Ганновера» (счёт 4:2, доп. время). Ни в более ранних стадиях, ни в полуфинале и финале турнира Бошам на поле не выходил. По завершении сезона 2006/07 Бошам продлил контракт с немецким клубом.
В сезоне 2007/08 «Нюрнберг» как победитель Кубка Германии получил право играть в Кубке УЕФА. В первом раунде немцы прошли согласно правилу гостевых голов бухарестский «Рапид» (0:0, 2:2), а на групповом этапе заняли второе место в группе А, проиграв лишь победителю группы — «Эвертону», ещё два матча выиграв и один сведя вничью. В первом же раунде плей-офф (1/16 финала) «Нюрнберг» уступил по сумме двух матчей «Бенфике» (0:1 в гостях и 2:2 на выезде). Бошам сыграл в Кубке УЕФА три игры из восьми проведённых его командой. В чемпионате Германии 2007/08 «Нюрнберг» выступил неудачно, заняв 16-е место (третье с конца), и вылетел во вторую Бундеслигу.
Летом 2008 года Бошам перешёл в датский «Ольборг», являющийся действующим чемпионом Дании (победителем сезона 2007/08). 17 августа 2008 Бошам дебютировал в чемпионате Дании в матче против «Оденсе». Дебют вышел весьма неудачным: на 18-й минуте матча Бошам был удалён с поля, а его команда в итоге уступила 0:3. Ровно через месяц, 17 сентября 2008 года, Майкл Бошам дебютировал в Лиге чемпионов УЕФА в матче «Селтик» — «Ольборг» в Глазго. В той игре Бошам был удалён на 79-й минуте за фол последней надежды против Самараса, хотя на самом деле фолил в том эпизоде не он, а его товарищ по обороне Микаэль Якобсен, но судья Маттео Трефолони счёл нарушителем правил и наказал именно австралийца. Руководство датского клуба подало апелляцию в УЕФА на это решение судьи. Сам же матч завершился вничью 0:0.
17 мая 2010 года Бошам подписал контракт с клубом «Мельбурн Харт».

## Карьера в сборной
В январе 2004 года Бошам был вызван в состав молодёжной сборной Австралии (до 23 лет) тренером Фрэнком Фариной на отборочные матчи олимпийского футбольного турнира Игр в Афинах. 16 января 2004 он сыграл свой единственный матч в молодёжной сборной — в той игре в Сиднее австралийцы победили сборную Папуа — Новой Гвинеи со счётом 9:0. Бошам вышел на замену во втором тайме и отыграл 34 минуты. Это был единственный матч Бошама за молодёжную/олимпийскую команду Австралии. В само́м олимпийском турнире в Афинах, где Австралия дошла до 1/4 финала, Бошам участия не принимал.
В 2005 году был впервые вызван в главную сборную Австралии на тренировочные сборы в Нидерландах тренером Гусом Хиддинком. Дебютировал в составе сборной 22 февраля 2006 в отборочном турнире Кубка Азии 2007 против Бахрейна в Манаме, австралийцы выиграли тот матч 3:1, Бошам отыграл весь матч. Приглашался в состав на отборочные матчи чемпионата мира 2006, однако на поле так ни разу и не вышел. Второй свой матч за сборную он сыграл 7 июня 2006 против Лихтенштейна, это была победная (3:1) для австралийцев товарищеская игра в рамках их подготовки к ЧМ-2006, Бошам заменил на 78-й минуте Крейга Мура. Бошам был включён Хиддинком в состав сборной Австралии и на финальный турнир ЧМ-2006 в Германии, но весь турнир просидел на скамье запасных. Занятно, что в составе австралийцев на ЧМ-2006 Бошам был одним из всего лишь двух игроков, выступавших за клубы своей родной страны (на тот момент он был игроком «Сентрал Кост Маринерс», вскоре после ЧМ перебрался в немецкий «Нюрнберг»; вторым был Марк Миллиган, на тот момент игрок «Сиднея»). 7 октября 2006 года в товарищеском матче с Парагваем Бошам, выйдя на замену вместо Тони Поповича, первым же своим касанием отправил мяч в собственные ворота, неудачно сыграв головой после удара Оскара Кардосо. 16 июля 2007 года в решающем для австралийцев матче группового этапа Кубка Азии 2007 против Таиланда в Бангкоке Бошам, выйдя на поле с первых минут, забил на 21-й минуте ударом головой после навеса Люка Уилкшира гол, первый для сезона за сборную и второй в карьере вообще, и его команда повела 1:0. Во втором тайме той игры австралийцы «дожали» соперника, забив ещё три мяча (два — Видука, один — Кьюэлл) и победив 4:0. В 1/4 финала австралийцы уступили японцам по пенальти (1:1; 3:4 пен.) и выбыли из Кубка Азии.

## Награды
- Финалист плей-офф National Soccer League (NSL) — 2003/04
- Финалист плей-офф A-League — 2005/06
- Обладатель Кубка Германии — 2006/07